# 54号美国国道
54号美国国道（英語：U.S. Route 54）是一条东北至西南向的美国国道，在国道编号系统中被视为东西方向的公路，因此编号为偶数。该公路连接了伊利诺伊州派克县和德克萨斯州艾尔帕索，全长1,197英里。